# El Saucillo, Cañitas de Felipe Pescador
El Saucillo är en ort i Mexiko.   Den ligger i kommunen Cañitas de Felipe Pescador och delstaten Zacatecas, i den centrala delen av landet, 600 km nordväst om huvudstaden Mexico City. El Saucillo ligger 2 031 meter över havet och antalet invånare är 198.
Terrängen runt El Saucillo är huvudsakligen en högslätt. El Saucillo ligger nere i en dal. Runt El Saucillo är det ganska glesbefolkat, med 24 invånare per kvadratkilometer. Närmaste större samhälle är Cañitas de Felipe Pescador, 4,7 km nordost om El Saucillo. Omgivningarna runt El Saucillo är i huvudsak ett öppet busklandskap.